# Zhang Chiming
Zhang Chiming (張池明T, 张池明S, Zhāng ChímíngP; Chengdu, 7 gennaio 1989) è un calciatore cinese, attaccante.